# Calvisano
Calvisano (lombardul: Calvizà) település Olaszországban, Lombardia régióban, Brescia megyében. Lakosainak száma 8369 fő (2023. január 1.). Calvisano Acquafredda, Carpenedolo, Ghedi, Isorella, Montichiari és Visano községekkel határos.

## Népesség
A település népessége az elmúlt években az alábbi módon változott:
| Lakosok száma | 8502 | 8543 | 8369 |
|               | 2017 | 2018 | 2023 |